# إدي مايهوف
إدي مايهوف (بالإنجليزية: Eddie Mayehoff)‏ هو ممثل أمريكي، ولد في 7 يوليو 1909 ببالتيمور في الولايات المتحدة، وتوفي في 12 نوفمبر 1992 بفينتورا في الولايات المتحدة بسبب مرض.

## أعمال

### أفلام
- (1967) لوف

## ترشيحات
- جائزة توني لأفضل ممثل في مسرحية [الإنجليزية]‏ (1957)

## وصلات خارجية
- إدي مايهوف على موقع IMDb (الإنجليزية)
- إدي مايهوف على موقع قاعدة بيانات برودواي على الإنترنت (الإنجليزية)
- إدي مايهوف على موقع قاعدة بيانات الفيلم (الإنجليزية)